# Onthophagus gratus
Onthophagus gratus là một loài bọ cánh cứng trong họ Bọ hung (Scarabaeidae).